# Nitroniumhexafluoroantimonat(V)
Nitroniumhexafluoroantimonat, NO2[SbF6] ist eine chemische Verbindung zwischen dem Nitroniumion NO2+ und der Hexafluorantimonsäure H[SbF6].

## Eigenschaften
Nitroniumhexafluoroantimonat ist ein geruchloses, weißes Pulver. Es ist unlöslich in Wasser und brennt nicht. Die Verbindung kristallisiert bei 150 K in der orthorhombischen Raumgruppe Cmmm (Raumgruppen-Nr. 65) mit a = 6,8119(7) A , b = 7,3517(7) A , c = 5,5665(5) A , V = 278,77(5) A 3 und Z = 2. Seine Kristallstruktur zeigt eine andere Packung der [NO2]+- und [SbF6]−-Ionen als in der bekannten Kristallstruktur von Nitroniumhexafluoroarsenat NO2AsF6.

## Sicherheitshinweise
Das Salz ist bei oraler Einnahme oder Inhalation giftig.
Bei der Zersetzung des Stoffes werden Fluorwasserstoff, Stickoxide und Antimonoxide freigesetzt. Mit starken Oxidationsmitteln und Glas kann Nitroniumhexafluoroantimonat heftig reagieren.